# Racismo científico
Racismo científico ou racismo biológico é a crença pseudocientífica de que existem evidências empíricas que apoiam ou justificam o racismo (discriminação racial) ou a inferioridade ou superioridade racial. O racismo científico recorre a conceitos de antropologia, antropometria, craniometria e outras disciplinas ou pseudo-disciplinas para propor tipologias que apoiem a classificação das populações humanas em raças fisicamente distintas, que possam ser classificadas como superiores ou inferiores. Atualmente as noções de racismo científico não são consideradas ciência e o termo é usado de forma pejorativa para se referir a ideias pseudocientíficas.
O racismo científico foi relativamente comum no período entre o século XVII e o fim da II Guerra Mundial. Embora a partir da segunda metade do século XX tenha sido considerado obsoleto e desacreditado, em alguns meios continuou a ser usado para apoiar ou legitimar a ideias racistas, baseadas na crença de que existem categorias raciais e raças hierarquicamente inferiores e superiores. Após o fim da II Guerra Mundial passou a ser denunciado em termos formais. Os avanços na genética populacional humana mostraram que as diferenças genéticas são praticamente todas graduais.

## Antecedentes

### Pensadores iluministas
Durante o Iluminismo (entre 1650 e 1780), os conceitos de monogenismo e poligenismo tornaram-se populares, embora só fossem sistematizados epistemologicamente durante o século XIX. O monogenismo afirma que todas as raças têm uma única origem, enquanto o poligenismo é a ideia de que cada raça tem uma origem separada. Até o século XVIII, as palavras "raça" e "espécie" eram intercambiáveis.

#### Robert Boyle
Um dos primeiros cientistas que estudaram sobre raça foi Robert Boyle (1627–1691), um filósofo, químico, físico e inventor anglo-irlandês. Boyle acreditava no que hoje é chamado de "monogenismo", isto é, que todas as raças, não importa quão diversas, vieram da mesma fonte, Adão e Eva. Ele estudou histórias relatadas de pais dando à luz diferentes albinos, então ele concluiu que Adão e Eva eram originalmente brancos e que brancos podiam dar à luz diferentes raças coloridas. As teorias de Robert Hooke e Isaac Newton sobre cor e luz via dispersão óptica em física também foram estendidas por Boyle em discursos sobre a poligênese, especulando que talvez essas diferenças se devam a "impressões seminais". No entanto, os escritos de Boyle mencionam que em sua época, aos "olhos europeus", a beleza não era tão medida em cor, mas em "estatura, simetria graciosa das partes do corpo e boas características do rosto". Vários membros da comunidade científica rejeitaram seus pontos de vista e os descreveram como "perturbadores" ou "divertidos".

#### Lord Kames
O advogado escocês Henry Home, Lord Kames (1696–1782), era um poligenista: ele acreditava que Deus criara diferentes raças na Terra em regiões separadas. Em seu livro de 1734 Esboços Sobre a História do Homem, Home afirmava que o ambiente, o clima ou o estado da sociedade não podiam explicar as diferenças raciais, de modo que as raças devem ter se originado de de ações distintas e separadas.

### Carl Linnaeus

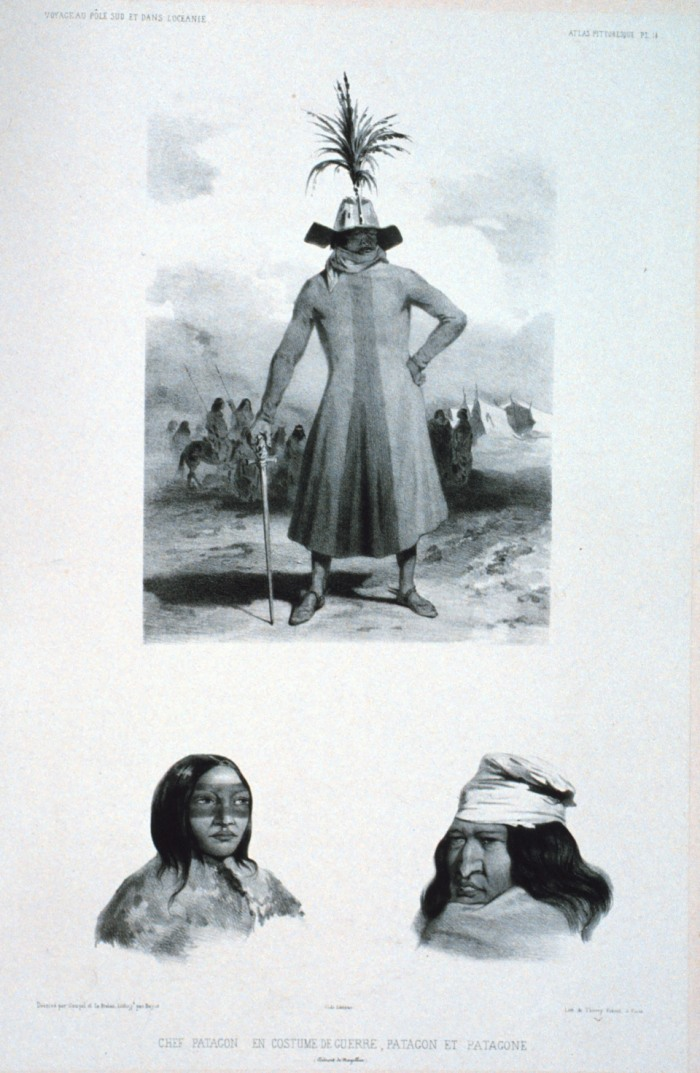
Homo monstrosus, ou gigantes da Patagônia, de Voyage au pole sud et dans l'Océanie (Viagem ao Polo Sul e Oceania), de Jules Dumont d'Urville

Carl Linnaeus (1707–1778), o médico, botânico e zoólogo sueco, modificou o padrão estabelecido das base taxonômica da nomenclatura binomial para fauna e flora, e foi um pesquisador pioneiro na definição biológica de "raça humana". Em Systema Naturae (1767), ele rotulou "variedades" de espécies humanas.
Cada uma delas foi descritas como possuindo as seguintes características fisionômicas "variando por cultura e lugar":
- Os Americanus: vermelho, colérico, justo; cabelo preto, liso e grosso; teimoso, zeloso, livre; pinta-se com linhas vermelhas, é regulado pelos costumes.[16]
- Os Europeanus: branco, sanguíneo, acastanhado; com cabelo abundante e comprido; olhos azuis; gentil, agudo, inventivo; coberto com roupas fechadas; e governado por leis.[17]
- Os Asiaticus: amarelo, melancólico, rígido; cabelo preto, olhos escuros; severo, altivo, ganancioso; coberto com roupas soltas; e governado por opiniões.[18]
- Os Afer ou Africanus: negro, fleumático, relaxado; cabelo preto e frisado; pele sedosa, nariz achatado, lábios túmidos; fêmeas sem vergonha; glândulas mamárias dão leite abundantemente; astuto, preguiçoso, lascivo, descuidado; unge-se com gordura; é governado por caprichos.[19]
- Os Monstrosus eram seres humanos mitológicos que não apareciam nas primeiras edições do Systema Naturae. As subespécies incluíam o Homo feralis (homem feral) de quatro patas, mudo e peludo; o juvenil Juvenis lupinus hessensis (o lobo hessiano), o Juvenis hannoveranus (menino hanoveriano), a Puella campanica e o ágil mas frágil Homo monstrosus (o homem monstruoso): o gigante patagônico, o anão dos Alpes e o monóculo Khoikhoi (hotentote). Em Amoenitates academicae (1763), Linnaeus apresentou o mitológico Homo anthropomorpha (homem antropomórfico), criaturas humanoides, como o troglodita, o sátiro, a hidra e a fênix, incorretamente identificadas como criaturas simiescas.[20]